# Зональненское сельское поселение
Зона́льненское се́льское поселе́ние — муниципальное образование (сельское поселение) в Томском районе Томской области, Россия. Центр поселения — посёлок Зональная Станция. Кроме него, в состав поселения входит ещё один населённый пункт — деревня Позднеево. Население — 12 610 чел. (по данным на 1 января 2021 года). Расстояние до Томска — 3 км (от Зональной станции) и 8 км (от д. Позднеево).
Посёлок активно растёт, есть много строящихся коттеджных микрорайонов: Красивый пруд, Ромашка, Перспективный, а также активно развивающийся микрорайон Южные ворота, застраиваемый многоэтажными домами. 

## История
В 1923 году существовавший со времени Гражданской войны Спасский сельсовет был переименован в Коларовский вслед за своим центром — селом Спасское, которое стало называться Коларово. В течение последующих 20 лет Томский район и муниципальные образования, входившие в его состав, неоднократно переформировывались. В 1944 году была образована Томская область, и сельсовет вошёл в её состав. В 1953 году Коларовский и Лучановский сельсоветы были объединены в один с центром в с. Коларово. В 1982 году центр сельсовета был перенесён в Зональную станцию с сохранением, однако, его прежнего названия. 14 апреля 1997 года на территории сельсовета был образован Зональненский сельский округ, в состав которого входили 9 населённых пунктов. В июле 1999 года в состав округа был включён ещё и Вершининский сельский округ с 3 населёнными пунктами. Наконец, 12 ноября 2004 года в результате реформы системы местного самоуправления было образовано Зональненское сельское поселение в современных границах.

## Население
| 2002  | 2009  | 2010    | 2011    | 2012    | 2013  | 2014  | 2015  | 2016  |
| ----- | ----- | ------- | ------- | ------- | ----- | ----- | ----- | ----- |
| 8184  | ↘5250 | ↗5944   | ↘5545   | ↗6206   | ↗6471 | ↗6695 | ↗6856 | ↗7173 |
| 2017  | 2018  | 2019    | 2020    | 2021    |       |       |       |       |
| ↗7927 | ↗9316 | ↗10 440 | ↗11 699 | ↗15 566 |       |       |       |       |

## Населённые пункты и власть
| Населённый пункт       | Население (01.08.2012) |
| ---------------------- | ---------------------- |
| пос. Зональная Станция | 6070                   |
| д. Позднеево           | 136                    |

Глава поселения — Коновалова Евгения Анатольевна.